# Bernhard von Gaza
Bernhard von Gaza (Usedom, 6 maggio 1881 – Langemark, 25 settembre 1917) è stato un canottiere tedesco.
Gareggia alle Olimpiadi 1908 di Londra. In quella occasione vince la medaglia di bronzo nel singolo, a pari merito con l'ungherese Károly Levitzky.
Perisce durante la prima guerra mondiale in Belgio, venendo ucciso in azione.